# Heidelberger Druckmaschinen

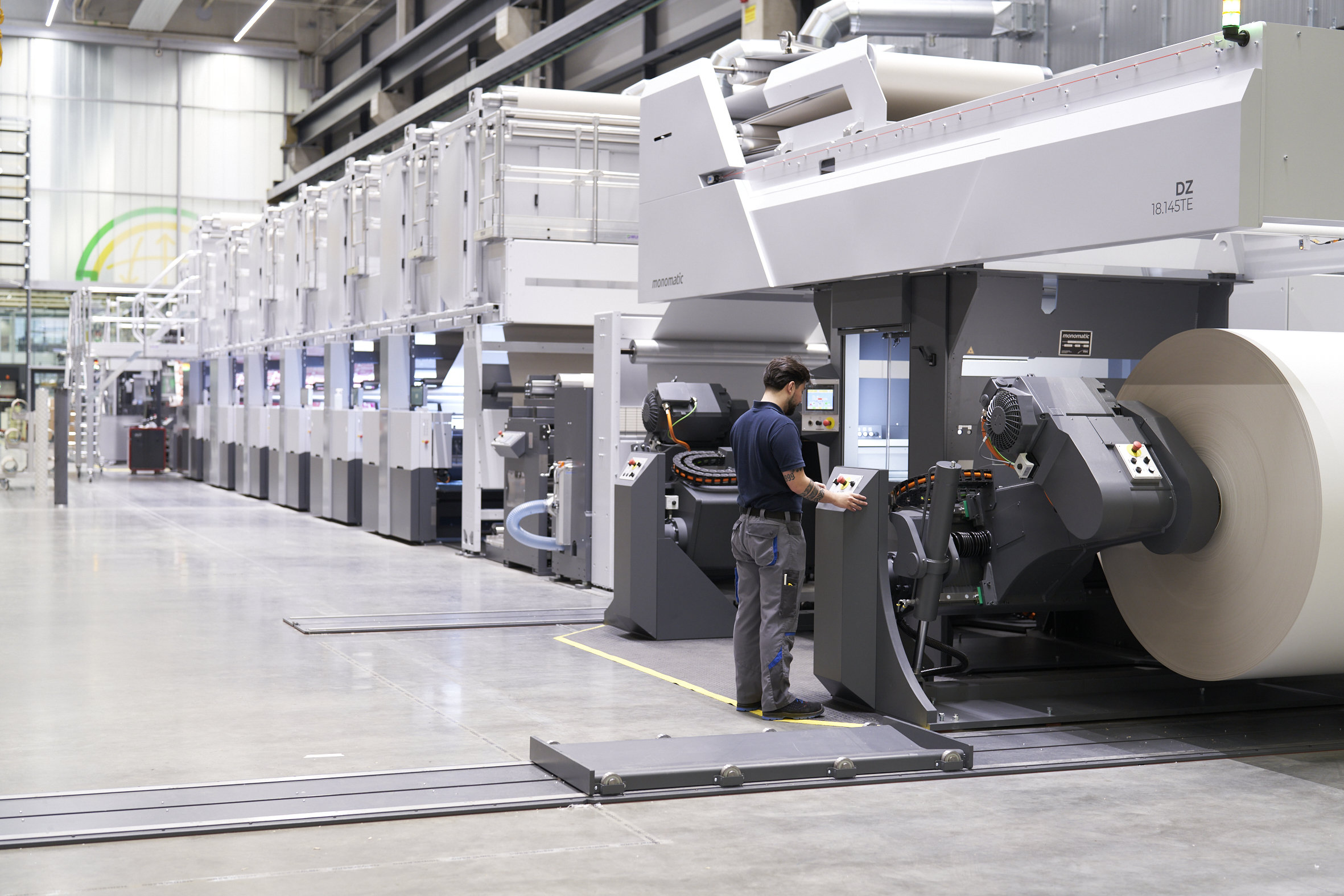
En modern tryckmaskin från HDM.

Heidelberger Druckmaschinen AG (HDM) är världsledande inom tillverkning av offset-tryckmaskiner. Företagets huvudkontor ligger i Heidelberg.